# Gran Premio del Belgio 1937
Il Gran Premio del Belgio 1937 è stata la prima prova della stagione 1937 del Campionato europeo di automobilismo.
La gara si è corsa l'11 luglio 1937 sul Circuito di Spa-Francorchamps a Stavelot, ed è stata vinta dal tedesco Rudolf Hasse su Auto Union, precedendo all'arrivo il suo compagno di squadra connazionale Hans Stuck e il connazionale Hermann Lang su Mercedes-Benz.

## Vigilia
Il Gran Premio del Belgio si è svolto appena una settimana dopo la gara della Coppa Vanderbilt negli Stati Uniti. Per rendere possibile la partecipazione ad entrambe le gare, è stato necessario dividere i team della Scuderia Ferrari, Auto Union e Daimler Benz. Nel 1937 l'unico servizio aereo passeggeri transatlantico esistente era tramite dirigibile. Inizialmente era previsto che Caracciola e Rosemeyer tornassero con il dirigibile "Hindenburg" in tempo per gli allenamenti a Spa. Il loro programma serrato, con l'Hindenburg che doveva partire da New York il 7 luglio, non si è mai materializzato. Due mesi prima questo gigantesco dirigibile, in pochi secondi, era stato completamente distrutto, quando l'"Hindenburg" da 245 metri andò in fiamme durante l'atterraggio a Lakehurst, New Jersey. Invece, i due campioni europei erano ora in alto mare a bordo della "S.S. Europa" di ritorno dall'America e sarebbero dovuti arrivare il 13 luglio. Con Nuvolari, Farina, Rosemeyer, von Delius, Caracciola e Seaman ancora in mare, l'ingresso a Spa si ridusse a sole nove vetture. La Scuderia Ferrari era rappresentata dal Conte Felice Trossi e dal pilota di riserva Raymond Sommer su Alfa Romeo 12C-36. Il Marchese Antonio Brivio si era sposato da poco ed era irreperibile, mentre Brivio e Pintacuda non erano ancora tornati dal Brasile dove avevano corso con successo il Gran Premio di Rio de Janeiro, anche se Stuck era tornato indietro nel tempo dal Brasile.
L'Auto Union ha iscritto tre vetture di Tipo C per Hans Stuck, Rudolf Hasse e il loro nuovo uomo, il pilota motociclistico 25enne Hermann Paul Müller. Fagioli, ancora sofferente di reumatismi, non si è presentato a questa gara. La Daimler Benz è arrivata con quattro delle loro W125, che per l'ultima volta sono state equipaggiate con il vecchio sistema di carburazione a pressione, provocando il temibile, stridulo grido del compressore ogni volta che il pilota abbassava il gas. Un'auto con carburatore ad aspirazione, che erogava più potenza, era appena stata guidata con successo da Seaman nella gara della Coppa Vanderbilt. A Spa l'equipaggio aveva a disposizione un kit di aspirazione-carburatore, ma non venne utilizzato. Al posto di Rudolf Uhlenhaut, l'ingegnere di lunga data Jakob Krauss era responsabile dell'ingegneria e Karl Kudorfer, esperto di stampa Daimler-Benz, prese il posto di Alfred Neubauer come team manager. Hermann Lang, Manfred von Brauchitsch e il 23enne svizzero Christian Kautz erano a portata di mano mentre il nuovo arrivato Hans Hugo Hartmann era il pilota di riserva. I suoi genitori avevano dovuto firmare il suo contratto con la Mercedes, perché all'epoca non aveva ancora 21 anni. Oltre a questi tre team ufficiali, l'unico pilota indipendente era il concessionario Lancia belga Franz Gouvion su una vecchia Maserati 8CM che era totalmente surclassata.

### Elenco iscritti
| Scuderia                 | Costruttore   | Telaio             | Motore                                    | Gomme | Nº                 | Piloti                    |
| ------------------------ | ------------- | ------------------ | ----------------------------------------- | ----- | ------------------ | ------------------------- |
| Daimler-Benz AG          | Mercedes-Benz | Mercedes-Benz W125 | Mercedes-Benz M 125 F 5.7L I8 Compressore | C     | 2                  | Hermann Lang              |
| Daimler-Benz AG          | Mercedes-Benz | Mercedes-Benz W125 | Mercedes-Benz M 125 F 5.7L I8 Compressore | C     | 4                  | Manfred von Brauchitsch   |
| Daimler-Benz AG          | Mercedes-Benz | Mercedes-Benz W125 | Mercedes-Benz M 125 F 5.7L I8 Compressore | C     | 6                  | Christian Kautz           |
| Daimler-Benz AG          | Mercedes-Benz | Mercedes-Benz W125 | Mercedes-Benz M 125 F 5.7L I8 Compressore | C     | Hans-Hugo Hartmann |                           |
| Auto Union AG            | Auto Union    | Auto Union C       | Auto Union 6.0L V16 Compressore           | C     | 8                  | Hans Stuck                |
| Auto Union AG            | Auto Union    | Auto Union C       | Auto Union 6.0L V16 Compressore           | C     | 10                 | Luigi Fagioli             |
| Auto Union AG            | Auto Union    | Auto Union C       | Auto Union 6.0L V16 Compressore           | C     | 12                 | Rudolf Hasse              |
| Auto Union AG            | Auto Union    | Auto Union C       | Auto Union 6.0L V16 Compressore           | C     | 14                 | Hermann Paul Müller       |
| Scuderia Ferrari         | Alfa Romeo    | Alfa Romeo 12C-36  | Alfa Romeo 4.1L V12 Compressore           | E     | 16                 | Raymond Sommer            |
| Scuderia Ferrari         | Alfa Romeo    | Alfa Romeo 12C-36  | Alfa Romeo 4.1L V12 Compressore           | E     | 18                 | Conte Carlo Felice Trossi |
| F. Gouvion/Team Lancia ? | Maserati      | Maserati 8CM       | Maserati 3.0L I8 Compressore              |       | 20                 | Franz Gouvion             |

## Prove libere

### Resoconto
Mercoledì, il primo giorno di prove libere, von Brauchitsch si è schiantato con l'auto da allenamento W125/1 alla curva della Frontiera. Questo era il tornante destro in salita subito dopo la curva sinistra dell'Eau Rouge, che doveva essere eliminata nel 1939. Aveva frenato troppo tardi e quando la sua macchina colpì il terrapieno, fece una capriola fuori pista finendo con le ruote in un prato. Il conducente e l'auto hanno avuto la fortuna di sfuggire a gravi lesioni. Manfred se l'è cavata riportando contusioni e un taglio sulla spalla. Dopo una notte insonne e contro gli ordini dei medici, il tedesco si è seduto nuovamente al volante venerdì, terzo giorno di prove. Ha fatto diversi giri veloci, il più veloce in 5 minuti e 11 secondi con la sua W125/2. Questa prestazione lo ha reso il favorito per la gara. Kautz su una nuova W125/6 ha avuto problemi perché la sua macchina continuava a perdere la marcia. Hasse, uno dei piloti più giovani, conosceva abbastanza bene questo circuito poiché lo aveva percorso dozzine di volte con l'auto sportiva Adler a Francorchamps. H. P. Müller, solo alla sua seconda gara con l'Auto Union, ha riscontrato problemi al motore. Gouvion ha rotto il motore della sua Maserati e non è riuscito a ripararlo in tempo per la gara.

## Qualifiche

### Risultati
Nella sessione di qualifica si è avuta questa situazione:
| Pos | Nº | Pilota                  | Costruttore   | Tempo       | Griglia |
| --- | -- | ----------------------- | ------------- | ----------- | ------- |
| 1   | 16 | Raymond Sommer          | Alfa Romeo    | Senza tempo | 1       |
| 2   | 4  | Manfred von Brauchitsch | Mercedes-Benz | Senza tempo | 2       |
| 3   | 8  | Hans Stuck              | Auto Union    | Senza tempo | 3       |
| 4   | 2  | Hermann Lang            | Mercedes-Benz | Senza tempo | 4       |
| 5   | 12 | Rudolf Hasse            | Auto Union    | Senza tempo | 5       |
| 6   | 18 | Carlo Felice Trossi     | Alfa Romeo    | Senza tempo | 6       |
| 7   | 6  | Christian Kautz         | Mercedes-Benz | Senza tempo | 7       |
| 8   | 14 | Hermann Paul Müller     | Auto Union    | Senza tempo | 8       |

## Gara

### Griglia di partenza
Posizionamento dei piloti alla partenza della gara.
| Prima fila   | 3 Pos.                         |                         | 2 Pos.                                |                            | 1 Pos.                         |
| ------------ | ------------------------------ | ----------------------- | ------------------------------------- | -------------------------- | ------------------------------ |
|              | Hans Stuck Auto Union          |                         | Manfred von Brauchitsch Mercedes-Benz |                            | Raymond Sommer Alfa Romeo      |
| Seconda fila |                                | 5 Pos.                  |                                       | 4 Pos.                     |                                |
|              |                                | Rudolf Hasse Auto Union |                                       | Hermann Lang Mercedes-Benz |                                |
| Terza fila   | 8 Pos.                         |                         | 7 Pos.                                |                            | 6 Pos.                         |
|              | Hermann Paul Müller Auto Union |                         | Christian Kautz Mercedes-Benz         |                            | Carlo Felice Trossi Alfa Romeo |

### Resoconto
Circa 50.000 persone si sono posizionate lungo il bellissimo circuito delle Ardenne. Fino a poco prima della partenza aveva piovuto. Il giovane re belga Leopoldo III e suo fratello, il principe Carlo, erano i visitatori più importanti, seduti nel palco reale. Prima della partenza il Re ha incontrato i piloti, che hanno illustrato le loro vetture per le quali il monarca ha mostrato grande interesse. La formazione per la griglia di partenza non era in ordine di tempi di prova ottenuti, ma per sorteggio: le squadre tiravano a sorte e poi i team manager assegnavano solitamente i loro migliori piloti alle prime posizioni.
Circa 20 minuti prima della partenza, durante il riscaldamento davanti alla tribuna, si era verificata una perdita nel radiatore della vettura di von Brauchitsch. Con tutti in fila alla partenza, i meccanici Mercedes completarono rapidamente questa riparazione sulla griglia saldando il radiatore. Ma poi il motore raffreddato si rifiutò di avviarsi. Così, quando alle 13 il re Leopoldo diede il segnale di partenza, un meccanico stava ancora azionando disperatamente la maniglia di partenza davanti alla Mercedes di Brauchitsch, parcheggiata in prima fila. In tutta questa eccitazione Stuck sfrecciò via come un fulmine, seguito da Sommer, Hasse, Lang e Müller, con la Mercedes-Benz incagliata che esitava Kautz e Trossi. Alla fine, quando l'Alfa di Trossi raggiunse la Mercedes ferma, il motore di von Brauchitsch si accese e lui si inseguì.
Stuck, aveva subito stabilito un ritmo incredibilmente veloce, infatti aveva completato il primo giro ad una media di 165,758 km/h con un distacco su Lang, poi Hasse, Kautz e Müller. Invece di un primo giro da record, von Brauchitsch si è fermato al box per pulire il parabrezza e gli occhiali, poiché erano sporchi di olio dell'Auto Union di Müller, quando il pilota della Mercedes ha cercato di sorpassarlo. Non sarebbe stata la giornata di von Brauchitsch che era retrocesso all'ultimo posto. Al secondo giro Trossi ferma l'Alfa Romeo ai box. Stuck completò il terzo giro in 5 minuti e 19 secondi a 167,7 km/h, battendo il record di von Brauchitsch del 1935 di 166,698 km/h. Trossi ruppe il motore della sua Alfa al terzo giro quando era già a due giri dai primi. La Mercedes di Lang raggiunse l'Auto Union di Stuck e lo cominciò a inseguire subito.
Al quarto giro Stuck aveva fatto un giro di 5 minuti e 15 secondi a 169,9 km/h, mentre von Brauchitsch aveva fatto un giro a 168,977 km/h. L'ordine era Stuck, Lang e Hasse per i primi sette giri. Stuck aveva completato il settimo giro in 5 minuti e 8 secondi a 173,7 km/h. Ma il ritmo era troppo per le sue gomme, e dunque si fermò per montare le gomme nuove, portando Lang in testa all'ottavo giro. Bloccato, ora con gomme nuove, ha ripreso la gara al quinto posto. Per i successivi quattro giri è stato Lang al comando con Hasse non molto indietro, poi Kautz e poi Brauchitsch.
Alla fine dell'undicesimo giro, mentre Lang effettuava un pit-stop per montare le gomme nuove e allo stesso tempo faceva rifornimento, l'Auto Union di Hasse prendeva il comando. L'ordine al 12º giro era Hasse, Lang, Kautz, Stuck, von Brauchitsch, Müller e Sommer in coda.
Al 14º giro Müller si ritirò per la rottura di un tubo dell'olio e il gruppo si ridusse a sei vetture. Rudolf Hasse, davanti a Lang e Stuck, aveva girato il circuito a 173,804 km/h ed era in vantaggio di 42 secondi. Hasse sapeva che avrebbe dovuto risparmiare le gomme fino a metà gara, quando avrebbe dovuto fermarsi per cambiare. Aveva effettuato i suoi giri regolari per far durare le gomme fino alla fine del 17º giro, quando rientrò ai box come previsto, per cambiare le gomme e fare rifornimento. Era arrivato giusto in tempo perché era già visibile la striscia bianca dello pneumatico posteriore sinistro. Quando il motore dell'Auto Union di Hasse si riaccese, la Mercedes di Lang balzò in testa con Stuck dietro di lui. Quindi, Hasse era ora al terzo posto e inseguiva i leader. Al 18º giro Lang polverizzava il record della pista in 5'05 a 175,446 km/h cercando di mettere una certa distanza tra sé e l'Auto Unions. Su un tratto di 1/2 km del rettilineo della Masta la Mercedes di Lang aveva cronometrato 310,595 km/h, mentre l'Auto Union di Stuck aveva fatto 281,628 km/h. Quando l'Auto Union di Stuck dovette effettuare un'altra sosta gomme, Hasse ereditò il secondo posto dal suo compagno di squadra. Brauchitsch aveva superato Kautz, costretto a fermarsi per fare rifornimento. Il gruppo di sei vetture si era diviso in due gruppi con Lang, Hasse e Stuck davanti, poi, dopo un lungo distacco, erano arrivati Brauchitsch e Kautz, quasi gemelli.
Le gomme di Lang non hanno resistito a questo ritmo veloce e al 23º giro è stato costretto a rientrare con una filettatura difettosa per il suo secondo cambio gomme. La sua Mercedes è rientrata zoppicando ai box e lui ha perso il vantaggio che si era creato. Con Lang ai box, Hasse ha preso il comando ma la Mercedes è uscita dai box poco prima dell'arrivo dell'Auto Union di Stuck.
L'esito della gara era incerto, poiché mancavano ancora 11 giri al traguardo. Hasse aveva guidato la seconda parte della gara ad un ritmo più veloce ma con uno stile fluido. I suoi tempi sul giro erano compresi tra 5'12 e 5'08. Lang, secondo, con il suo terzo treno di gomme, aveva continuato la sua rincorsa avvicinandosi sempre di più all'Auto Union leader. Anche Stuck si era portato in testa, superando il terzo uomo Kautz. Al 28º giro, Hasse era davanti a Lang di 54 secondi con l'Auto Union di Stuck altri 31 secondi dietro.
Lang probabilmente sarebbe riuscito a superare Hasse e vincere, se non fosse stato costretto a rallentare. All'improvviso, al 29º giro, la Mercedes di Lang cominciò a vagare nella parte posteriore e l'auto sbandò su tutta la strada dove c'erano alberi proprio accanto ad essa. La sua macchina sterzando mancò per un soffio un melo, così Lang rallentò il passo per mantenere la Mercedes al centro della strada. Si fermò ai box ma venne subito rispedito fuori. Un giunto cardanico dell'asse posteriore si era parzialmente rotto e ogni volta che accelerava l'auto sbandava violentemente. Il problema di Lang aveva permesso a Stuck di avvicinarsi, ritrovandosi a soli cinque secondi di distacco. L’unica cosa che Lang poteva fare era rallentare e al 30º giro lasciava passare Stuck senza combattere. Quando Manfred von Brauchitsch si fermò ai box per cambiare le candele, Kautz lo superò conquistando il quarto posto. Alla fine Brauchitsch si ritirò per problemi al compressore al trentaduesimo giro mentre era al quinto posto.
Hasse, che aveva preso il comando al giro 23, aveva concluso meritatamente la vittoria, dopo aver battuto nettamente il suo compagno di squadra senior. Fu la prima vittoria di un Gran Premio per Hasse nel suo secondo anno con l'Auto Union. La sua media, un nuovo record di 167,189 km/h, fu più veloce del record sul giro di Brauchitsch del 1935 di 166,698 km/h. Stuck ha concluso a 42 secondi da Hasse, più o meno il tempo che aveva perso con il cambio della seconda ruota. Ciò dimostra che nel complesso Stuck non aveva guidato più veloce di Hasse. Dopo che la macchina di Lang si ruppe, aveva dovuto rallentare e accontentarsi del terzo posto, due minuti dietro Stuck al traguardo. Kautz arrivò quarto, a 18 secondi da Lang, non male per il pilota junior alla sua seconda gara di Gran Premio. Oltre a questa bella prestazione, Kautz aveva perso tempo prezioso andando in testacoda a Malmédy, quando aveva incontrato un cane sul percorso. Il pilota svizzero si è fermato con la parte anteriore della sua Mercedes in un fosso poco profondo con il motore spento, ma era riuscito a scendere e a rimettere in moto da solo la sua vettura ferma. Sommer fu l'ultimo a finire con l'Alfa Romeo sottodimensionata, un giro dietro.
Gli allegri meccanici dell'Auto Union portarono gli alti Rudi e Hans Stuck sulle spalle al re Leopoldo III, che strinse loro la mano e consegnò personalmente il trofeo. Prima di lasciare il circuito per partire, il re si fermò vicino al box della Mercedes quando vide Manfred von Brauchitsch, scese dalla macchina e gli strinse la mano per esprimere il suo apprezzamento per la coraggiosa prestazione del tedesco.

### Risultati
Risultati finali della gara.
| Pos | Nº | Pilota                  | Costruttore   | Giri | Tempo/Ritiro      | Griglia | Punti |
| --- | -- | ----------------------- | ------------- | ---- | ----------------- | ------- | ----- |
| 1   | 12 | Rudolf Hasse            | Auto Union    | 34   | 3h01'22"          | 5       | 1     |
| 2   | 8  | Hans Stuck              | Auto Union    | 34   | +42"              | 3       | 2     |
| 3   | 2  | Hermann Lang            | Mercedes-Benz | 34   | +2'45"            | 4       | 3     |
| 4   | 6  | Christian Kautz         | Mercedes-Benz | 34   | +3'03"            | 7       | 4     |
| 5   | 16 | Raymond Sommer          | Alfa Romeo    | 33   | +1 giro           | 1       | 4     |
| Rit | 4  | Manfred von Brauchitsch | Mercedes-Benz | 31   | Compressore       | 2       | 4     |
| Rit | 14 | Hermann Paul Müller     | Auto Union    | 13   | Tubo dell'olio    | 8       | 6     |
| Rit | 18 | Carlo Felice Trossi     | Alfa Romeo    | 5    | Motore            | 6       | 7     |
| NP  | 20 | Franz Gouvion           | Maserati      | 0    | Motore            | –       | 8     |
| NP  |    | Hans-Hugo Hartmann      | Mercedes-Benz | 0    | Pilota di riserva | –       | 8     |
| NA  | 10 | Luigi Fagioli           | Auto Union    | –    | Malattia          | –       | 8     |